# 丰多摩郡
丰多摩郡（日语：〔〕／ Toyotama gun */?）为过去日本东京府辖下的郡，辖区包含现在东京都中野区、杉并区、涩谷区、新宿区的大部分，已于1932年10月1日13町全并入东京市而废除。

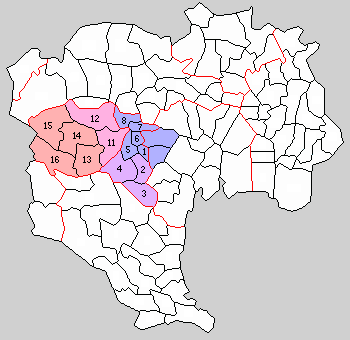
1.内藤新宿町　2.千驮谷村　3.涩谷村　4.代代幡村　5.淀橋町　6.大久保村　7.户冢村　8.落合村　11.中野村　12.野方村　13.和田堀内村　14.杉並村　15.井荻村　16.高井户村　（青：新宿区　紫：涩谷区　桃：中野区　橙：杉並区）

## 沿革
- 1896年4月1日 - 南丰岛郡与东多摩郡合并为丰多摩郡，下辖2町及12村。郡役所設置于淀桥町。（2町12村）
- 1897年2月1日 - 中野村改制为中野町。（3町11村）
- 1907年4月1日 - 千驮谷村改制为千驮谷町。（4町10村）
- 1909年1月1日 - 涩谷村改制为涩谷町。（5町9村）
- 1912年12月1日 - 大久保村改制为大久保町。（6町8村）
- 1914年1月1日 - 户冢村改制为户冢町。（7町7村）
- 1915年11月10日 - 代代幡村改制为代代幡町。（8町6村）
- 1920年4月1日 - 内藤新宿町并入东京市四谷区。（7町6村）
- 1924年2月1日 - 落合村改制为落合町。（8町5村）
  - 4月1日 - 野方村改制为野方町。（9町4村）
  - 6月1日 - 杉并村改制为杉并町。（10町3村）
- 1926年7月1日（13町）
  - 和田堀内村改制并更名为和田堀町。
  - 井荻村改制为井荻町。
  - 高井户村改制为高井户町。
- 1932年10月1日 - 13町并入东京市。（郡废除）
  - 中野町、野方町合并新设中野区。
  - 杉并町、和田堀町、井荻町、高井户町合并新设杉并区。
  - 涩谷町、千驮谷町、代代幡町合并新设涩谷区。
  - 淀桥町、大久保町、户冢町、落合町合并新设淀桥区。
- 1947年3月15日 - 淀桥区、牛込区、四谷区合并新设新宿区。

| 1889年 | 旧郡     | 1896年4月1日 | 1896年 - 1912年       | 1912年 -1926年                 | 1926年 - 1944年                 | 1926年 - 1944年           | 1945年 - 1964年            | 1945年 - 1964年       | 1965年 - 1989年 | 1989年 - 现在 | 现在   |
| ------ | -------- | ------------ | --------------------- | ------------------------------ | ------------------------------- | ------------------------- | -------------------------- | --------------------- | --------------- | ------------- | ------ |
|        | 南丰岛郡 | 内藤新宿町   | 内藤新宿町            | 1920年4月1日并入东京市 四谷区  | 1943年7月1日 东京都四谷区       | 1943年7月1日 东京都四谷区 | 1947年3月15日 东京都新宿区 | 1947年5月3日 特別区制 | 新宿区          | 新宿区        | 新宿区 |
|        | 南丰岛郡 | 淀桥町       | 淀桥町                | 淀桥町                         | 1932年10月1日 并入东京市 淀桥区 | 1943年7月1日 东京都淀桥区 | 1947年3月15日 东京都新宿区 | 1947年5月3日 特別区制 | 新宿区          | 新宿区        | 新宿区 |
|        | 南丰岛郡 | 大久保村     | 大久保村              | 1912年12月1日 大久保町         | 1932年10月1日 并入东京市 淀桥区 | 1943年7月1日 东京都淀桥区 | 1947年3月15日 东京都新宿区 | 1947年5月3日 特別区制 | 新宿区          | 新宿区        | 新宿区 |
|        | 南丰岛郡 | 户冢村       | 户冢村                | 1914年1月1日 户冢町            | 1932年10月1日 并入东京市 淀桥区 | 1943年7月1日 东京都淀桥区 | 1947年3月15日 东京都新宿区 | 1947年5月3日 特別区制 | 新宿区          | 新宿区        | 新宿区 |
|        | 南丰岛郡 | 落合村       | 落合村                | 1924年2月1日 落合町            | 1932年10月1日 并入东京市 淀桥区 | 1943年7月1日 东京都淀桥区 | 1947年3月15日 东京都新宿区 | 1947年5月3日 特別区制 | 新宿区          | 新宿区        | 新宿区 |
|        | 南丰岛郡 | 涩谷村       | 1909年1月1日 涩谷町   | 涩谷町                         | 1932年10月1日 并入东京市 涩谷区 | 1943年7月1日 東京都涩谷区 | 1947年5月3日 特別区制      | 1947年5月3日 特別区制 | 涩谷区          | 涩谷区        | 涩谷区 |
|        | 南丰岛郡 | 千驮谷村     | 1907年4月1日 千驮谷町 | 千驮谷町                       | 1932年10月1日 并入东京市 涩谷区 | 1943年7月1日 東京都涩谷区 | 1947年5月3日 特別区制      | 1947年5月3日 特別区制 | 涩谷区          | 涩谷区        | 涩谷区 |
|        | 南丰岛郡 | 代代幡村     | 代代幡村              | 1915年11月10日 代代幡町        | 1932年10月1日 并入东京市 涩谷区 | 1943年7月1日 東京都涩谷区 | 1947年5月3日 特別区制      | 1947年5月3日 特別区制 | 涩谷区          | 涩谷区        | 涩谷区 |
|        | 东多摩郡 | 中野村       | 1897年2月1日 中野町   | 中野町                         | 1932年10月1日 并入东京市 中野区 | 1943年7月1日 东京都中野区 | 1947年5月3日 特別区制      | 1947年5月3日 特別区制 | 中野区          | 中野区        | 中野区 |
|        | 东多摩郡 | 野方村       | 野方村                | 1924年4月1日 野方町            | 1932年10月1日 并入东京市 中野区 | 1943年7月1日 东京都中野区 | 1947年5月3日 特別区制      | 1947年5月3日 特別区制 | 中野区          | 中野区        | 中野区 |
|        | 东多摩郡 | 杉并村       | 杉并村                | 1924年6月1日 杉并町            | 1932年10月1日 并入东京市 杉并区 | 1943年7月1日 东京都杉并区 | 1947年5月3日 特別区制      | 1947年5月3日 特別区制 | 杉并区          | 杉并区        | 杉并区 |
|        | 东多摩郡 | 和田堀内村   | 和田堀内村            | 1926年7月1日 町制改称 和田堀町 | 1932年10月1日 并入东京市 杉并区 | 1943年7月1日 东京都杉并区 | 1947年5月3日 特別区制      | 1947年5月3日 特別区制 | 杉并区          | 杉并区        | 杉并区 |
|        | 东多摩郡 | 井荻村       | 井荻村                | 1926年7月1日 井荻町            | 1932年10月1日 并入东京市 杉并区 | 1943年7月1日 东京都杉并区 | 1947年5月3日 特別区制      | 1947年5月3日 特別区制 | 杉并区          | 杉并区        | 杉并区 |
|        | 东多摩郡 | 高井户村     | 高井户村              | 1926年7月1日 高井户町          | 1932年10月1日 并入东京市 杉并区 | 1943年7月1日 东京都杉并区 | 1947年5月3日 特別区制      | 1947年5月3日 特別区制 | 杉并区          | 杉并区        | 杉并区 |